# Gare de Juvisy
Gare de Juvisy vasútállomás és RER állomás Franciaországban, Juvisy-sur-Orge településen.

## Vasútvonalak
Az állomást az alábbi vasútvonalak érintik:
- Párizs–Bordeaux-vasútvonal
- Villeneuve-Saint-Georges-Montargis-vasútvonal
- Grande Ceinture line

## Kapcsolódó állomások
A vasútállomáshoz az alábbi állomások vannak a legközelebb:
- Gare de Savigny-sur-Orge (Gare de Saint-Martin-d'Étampes, Gare de Dourdan - La Forêt, RER C)
- Gare d’Athis-Mons (Gare de Saint-Quentin-en-Yvelines - Montigny-le-Bretonneux, Gare de Versailles-Château-Rive-Gauche, RER C)
- Gare de Viry-Châtillon (Gare de Malesherbes, D RER-vonal)
- Gare de Vigneux-sur-Seine (Gare de Creil, D RER-vonal)

## Lásd még
- Franciaország vasútállomásainak listája
- A RER állomásainak listája